# Shirley Robertson
Shirley Anne Robertson, OBE (* 15. Juli 1968 in Dundee, Schottland) ist eine britische Seglerin und Fernsehmoderatorin. Sie ist eine von nur vier Frauen, die bisher an olympischen Segelwettbewerben zwei Goldmedaillen gewannen.
Als Siebenjährige erlernte sie das Segeln auf dem Loch Ard, einem See in Schottland. Zu Beginn der 1990er Jahre stieß sie in der Bootsklasse Europe an die Weltspitze vor und erreichte bei den Olympischen Sommerspielen 1992 den neunten Platz. Vier Jahre später verpasste sie als Vierte knapp die Medaillen, ebenso 1997 bei der Weltmeisterschaft. 1998 und 1999 wurde sie WM-Zweite bzw. Dritte. Bei den Olympischen Sommerspielen 2000 in Sydney gewann sie ihre erste Goldmedaille. Die International Sailing Federation wählte sie zur Weltseglerin des Jahres.
2001 wechselte Robertson zur Yngling-Bootsklasse. Nach einer längeren Eingewöhnungszeit gewann sie bei den Olympischen Sommerspielen 2004 in Athen eine zweite Goldmedaille, zusammen mit Sarah Ayton und Sarah Webb. Mit neuen Segelpartnerinnen wurde sie Dritte der Weltmeisterschaft 2007, doch die Royal Yachting Association berücksichtigte sie nicht bei der Selektion für die Olympischen Spiele 2008. Seither konzentriert sie sich auf Regatten in nichtolympischen Disziplinen.
Robertson lebt in Cowes auf der Isle of Wight. Sie ist seit 2001 verheiratet und ist Mutter eines Sohns und einer Tochter (Zwillinge). Auf CNN moderiert sie die monatlich ausgestrahlte Sendung Mainsail, das über Ereignisse in der Welt des Segelns berichtet. Auch in Sportsendungen der BBC berichtet sie über den Segelsport; 2008 wird sie die olympischen Segelwettbewerbe in Qingdao kommentieren. Darüber hinaus beriet sie das Organisationskomitee der Olympischen Spiele 2012.
2015 wurde Shirley Robertson in die Scottish Sports Hall of Fame aufgenommen.